# Mambo
Mambo é um estilo musical e de dança originária de Cuba. Porém, bastante popular nos Estados Unidos.

## História
A história do mambo moderno tem início em 1937 quando os irmãos Cachão escreveram uma dança (estilo com origens na contradança espanhola e a contradança francesa) chamada "Mambo", com o uso de ritmos derivados da música africana.  A contradança chegou a Cuba no século XVIII, onde se tornou conhecida como danza. A chegada dos negros Beatrizanos no final do século mudou a contradança, acrescentando-lhe o cinquillo (também encontrado em outro descendente da contradanza, o Tango argentino). A origem do nome se deu com uma pergunta típica feita pelos músicos negros americanos: Estás mambo?, que, traduzindo, significa:Tudo bem contigo?.

## Video
- Documental 52': MAMBO